# Coleshill (Oxfordshire)
Coleshill – wieś i civil parish w Anglii, w Oxfordshire, w dystrykcie Vale of White Horse. W 2011 roku civil parish liczyła 156 mieszkańców. Coleshill jest wspomniana w Domesday Book (1086) jako Coles(h)elle.